# Winthrop, Iowa
Winthrop là một thành phố thuộc quận Buchanan, tiểu bang Iowa, Hoa Kỳ. Năm 2010, dân số của thành phố này là 850 người.

## Dân số
Dân số qua các năm:
- Năm 2000: 772 người.
- Năm 2010: 850 người.